# Charles Mérieux
Pour les articles homonymes, voir Mérieux.
Charles Mérieux, né à Lyon le 9 janvier 1907 et mort dans cette même ville le 19 janvier 2001, est un médecin français. Issu d'un milieu bourgeois et appartenant à la famille Mérieux, il consacre sa vie au développement et à la fabrication industrielle de vaccins avec pour rêve de « vacciner tous les enfants du monde ».

## Enfance
Charles Mérieux est né le 9 janvier 1907 au 6, rue Émile-Zola, à Lyon. Il est le fils du microbiologiste Marcel Mérieux, créateur de l'Institut Mérieux en 1897 (fabrication de vaccins). Issu d'un milieu croyant et bourgeois, sa famille se consacre à la soie. Il avait un frère aîné (décédé en 1926 à la suite d'une méningite bacillaire) et une sœur. Travaillant dès son plus jeune âge avec son père, il puise son intérêt pour la médecine grâce aux expériences paternelles. 

## Parcours
Charles Mérieux est renvoyé de l'externat Saint-Joseph (devenu le lycée Saint-Marc) en 1920, c'est alors qu'il décide de participer aux Scouts de France. Cette expérience lui ouvre l'esprit sur « la réalité des classes sociales ».
En 1926, il obtient son baccalauréat puis s'inscrit en 1927 en PCN, sa première année de médecine qu'il abandonnera plus tard pour se fiancer. Plus tardivement, il reprend ses études médicales en parallèle à ses nombreux voyages à travers le monde et soutient sa thèse en médecine en 1938. Entre-temps, Charles Mérieux décroche deux certificats de sciences et un certificat de bactériologie en 1931. Cependant, il continue toujours à travailler au laboratoire de son père où il s'occupe des analyses médicales (au départ sans véritable formation théorique) ainsi que de la préparation des vaccins. En 1932, Charles Mérieux intègre l'Institut Pasteur à Paris où il suit ses premiers cours de sérologie (il est reçu premier).

## Carrière et réalisations scientifiques
Durant toute sa carrière scientifique, Charles Mérieux s'est rendu dans différents pays afin d'une part, de commercialiser ses produits tels que la tuberculine, et d'autre part, de rencontrer des spécialistes dans le but de perfectionner ses méthodes scientifiques. Il réussit à avoir une renommée internationale en implantant plusieurs laboratoires dans le monde pour remédier contre la fièvre aphteuse, la grippe, les virus locaux… Il s’obstine ainsi à lutter contre les épidémies et à vacciner un maximum de personnes.
En 1937, après la mort de son père, il reprend la direction de l'Institut Mérieux. Ainsi, il s'implique dans divers projets comme la production de vaccins vétérinaires et humains, ou encore l'extraction de dérivés sanguins. Il se donne donc pour mission de lutter contre les maladies infectieuses.

### Extraction de dérivés sanguins
Pendant la Seconde Guerre mondiale, il est chargé de fabriquer du sérum antitétanique pour l'armée. De par les circonstances, il exerce en plus de cela une activité clandestine et bénévole avec la Résistance en fabriquant du sérum de bœuf, autrement dit du jus de viande, dans le but de nourrir les enfants de Lyon sous-alimentés. Durant cette période, un million de doses sont distribuées chaque année.
Dans le même état d'esprit, il crée le premier centre clandestin de transfusion sanguine par l'intermédiaire de donneurs de sang volontaires. Plus tard, lorsque la loi du 21 juillet 1952 donne le monopole des opérations de collecte du sang aux centres de transfusion sanguine, Charles cesse cette activité. Malgré cela, il réussit à développer des dérivés sanguins tels que l'albumine et les gamma-globulines issues de placentas récoltés dans des maternités. Il espère d'une part diminuer les transfusions sanguines d’urgence par l'utilisation de l'albumine (diminution de la viscosité du sang) et, d'autre part, remédier aux troubles allergiques et aux carences immunitaires avec les gamma-globulines (thérapeutique anti-infectieuse). Plus tard, il réussit à créer un centre de fractionnement du sang humain au Mexique. Cette expansion lui permet d'alimenter l'Amérique centrale, la Colombie et le Venezuela en gamma-globulines.

### Vaccins
Les travaux de Charles Mérieux reposent principalement sur la conception et le développement de vaccins.
En 1944, il est convoqué par les autorités de Santé publique françaises pour une mission aux États-Unis afin d'étudier l'organisation américaine de transfusion sanguine. Il s'inspire alors du savoir-faire des américains en matière de production de seringues jetables. De retour à Lyon, il les utilise pour son vaccin antitétanique. Ainsi, les techniques de stérilisation ne sont plus nécessaires et les risques de transmission sont évités. À partir de là, il développe la biologie à l'échelle industrielle pour produire des vaccins et sérums par millions.
Il a également participé au développement du vaccin contre la fièvre aphteuse. En effet, en 1947, il crée l'Institut Français de la Fièvre Aphteuse (IFFA) pour contrer les épidémies au sein des élevages de bovins. En 1952, une épidémie de fièvre aphteuse frappe les élevages bovins en France. Pour ralentir la propagation de l'épidémie, il tente de convaincre les autorités de mettre en place une protection de masse contre le virus. Il insiste sur l'urgence de la vaccination pendant l'épidémie mais aussi sur les rappels de vaccination indispensables pour échapper à une nouvelle contagion. Pour rassurer les autorités, il crée un laboratoire officiel de contrôle afin de mesurer les risques liés aux vaccins. Il veut ainsi prouver l'innocuité du vaccin contenant la forme « inactivée » du virus. Finalement, il propose des contrats de vaccination aux éleveurs pour assurer les rappels.
Plus tard, il implante un laboratoire en Iran en 1960 ainsi qu'à Moscou en 1965 où là encore, le fléau de la fièvre aphteuse persiste.
Charles Mérieux développe d'autres vaccins comme moyen de prévention des maladies infectieuses chez l'enfant, tels que ceux contre la poliomyélite et la coqueluche. Malheureusement en 1960, deux enfants trouvent la mort après avoir été vaccinés, Charles Mérieux est victime d'une brève polémique. 
De plus, ses travaux lui ont permis de participer à l'élaboration d'un vaccin contre la méningite africaine de type A.
En 1974, alors qu'une épidémie de méningite africaine touche le Brésil, Charles Mérieux met en place en quelques mois une unité de production de vaccins en France et une vaccination d'urgence massive au Brésil. Par cette action, il contribue à la vaccination de 90 millions de brésiliens malgré le manque d'infrastructures adéquates et l'accès difficile vers les villages isolés.
Il s'implique également dans la recherche de nouveaux vaccins et dans l'amélioration des immunisations déjà existantes. La recherche de perfectionnement des vaccins consiste à s'orienter vers un sérum contenant uniquement l'anticorps spécifique à l'épitope pathogène du virus. Cette démarche permet ainsi d’éviter le déclenchement de réactions allergiques chez les individus utilisant l’injection. Parallèlement à cela, il met en place une technique de culture cellulaire in-vitro pour une production de vaccins à grande échelle, par exemple, pour la production du vaccin contre la fièvre aphteuse avec la technologie du Professeur Hermann Frenkel, basée sur la culture du virus in vitro et non plus sur animaux vivants. 
Il a donc consacré sa vie dans l'étude des virus. De ce fait, avec la Fondation Mérieux, il crée un laboratoire de haute sécurité P4 (P4 Jean Mérieux), situé à Lyon (inauguré en 1999), qui constitue un élément indispensable pour l'étude des virus hautement pathogènes.  Ce laboratoire P4 Jean Mérieux-Inserm est aujourd’hui géré par l’Inserm.

### Collaborations et congrès
Différentes relations lui ont permis de mener à bien ses projets.
En 1968, 51 % des actions de l'Institut sont cédées au groupe Rhône-Poulenc. Cette opération donne à l’Institut de nouveaux moyens financiers pour amplifier son action. En 1967,Charles Mérieux crée la Fondation Mérieux, en hommage à son père Marcel Mérieux, pour lutter contre les maladies infectieuses dans les pays en développement. Plus tardivement, la vaccination dans ces pays sera également renforcée grâce à la création de l'Association pour la Promotion de la Médecine Préventive (APMP), avec l'Institut Pasteur et en étroite liaison avec l'Organisation mondiale de la santé.
Ses initiatives en matière de communication scientifique aboutissent à plusieurs congrès dans le but de diffuser les connaissances et l'innovation en santé, à l'échelle mondiale:
- 1955: Standardisation biologique (favorisation des échanges scientifiques entre spécialistes).
- 1961: Production et contrôle du vaccin Sabin (antipoliomyélitique).
- 1964: Prophylaxie de la rougeole et de la rubéole.
- 1969: Virologie vétérinaire, peste porcine et fièvre aphteuse, vaccination antivariolique.
- 1987: Organisation du premier colloque interdisciplinaire sur le SIDA.

Son expérience lui a également permis de renforcer l'enseignement dans divers domaines tels que :
- la lyophilisation à l'Institut National des Sciences Appliquées ;
- les techniques de laboratoire ;
- l'épidémiologie avec le CDC d'Atlanta (Communicable Disease Center). Il créa d’ailleurs l'Institut de Développement d'Epidémiologie Appliquée (IDEA) ;
- les métiers de logisticiens de l'humanitaire à Bioforce-Développement, lui-même fondateur de cette association en 1983[7].

D’autre part, ses nombreuses collaborations ont donné lieu à la création du Centre Européen de Santé Humanitaire (CESH) en 1997 et qui regroupe sept partenaires :
- l'Université Claude Bernard Lyon 1 ;
- l'Université de la Méditerranée Aix-Marseille II ;
- les Hospices Civils de Lyon ;
- l'Assistance Publique-Hôpitaux de Marseille ;
- le Service de Santé des Armées (SSA) ;
- la Fondation Mérieux ;
- l'École Nationale Vétérinaire de Lyon.

Le CESH est donc un outil de formation, d'information et de recherche dans le domaine de l'humanitaire.
Le 22 avril 1969, il élu à la section sciences de l'académie des Sciences, Belles-Lettres et Arts de Lyon. 

### Action civique et sociale
À la Libération, il crée et anime sur Lyon un efficace Comité Commun pour l'Hygiène de l'Enfance.
En tant que Président des Amis de l'Université, il prend une part active en 1957 à la création de l'INSA de Lyon.
Il est longtemps Consul d'Autriche à Lyon.

## Vie personnelle

### Mariage et descendance
A vingt-deux ans, le 17 juillet 1929, Charles Mérieux épouse Simone Jeanne Constance Perréard à Annecy en Haute-Savoie, qui lui accorde son soutien et lui délivre des conseils tout au long de sa vie. Avec lui, elle met au monde deux fils, Jean Mérieux et Alain Mérieux en 1930 et 1938 ainsi qu'une fille, Nicole en 1931. Les deux fils reprendront plus tard la succession de leur père à la tête de l'entreprise. Le plus jeune, Alain (pharmacien), épouse Chantal Berliet, fille de Paul Berliet, le constructeur de camion lyonnais. L'ainé, Jean Mérieux (médecin), décède d'un accident de la route en 1994.
Le 13 février 1973, Simone meurt à la suite d'une longue maladie. En 1975, son petit-fils Christophe Mérieux (1967-2006), le fils d'Alain Mérieux se fait enlever par le Gang des Lyonnais puis relâcher moyennant une rançon de 20 millions de francs que Charles Mérieux paye sans hésiter (vendant pour cela ses cinémas en catastrophe). En juillet 1996, nouveau drame : Rodolphe, le frère de Christophe, décède dans l'explosion du Boeing de la TWA après son décollage de New York. Alexandre Mérieux, né en 1974, le troisième fils d'Alain Mérieux, est actuellement PDG du groupe bioMérieux. Malgré ces drames familiaux, Charles Mérieux réussit tout de même à transmettre sa passion à sa descendance comme il l'avait reçue de son père.

### Passion
Charles Mérieux est passionné de médecine et d'humanitaire, il passe sa vie à lutter contre les épidémies en répandant son idée de prophylaxie à travers le monde, en particulier dans les pays en voie de développement. Il ne comprend pas qu'« on laisse crever l'Afrique ». Pour lui, le développement de la médecine préventive ainsi que les principes d'hygiène de Louis Pasteur sont primordiaux et doivent être répandus à travers le monde. Charles Mérieux poursuit jusqu'à la fin sa quête en faveur de l'amélioration de la santé publique, surtout dans les pays en voie de développement. Il souhaite que la science, la médecine et la prévention soient sans frontières.
Dans les années 50, Charles Mérieux réalise un rêve partagé avec sa femme, il achète une dépendance épiscopale du XVIe siècle au bord du lac d'Annecy, dans laquelle la Fondation Mérieux qu'il a créée organisera ensuite de nombreux colloques ainsi que des réunions. C'est à cet endroit que tous les ans auront lieu les cours de l’Institut de Développement d’Epidémiologie Appliquée (IDEA) qui ont pour but de former les cadres de la santé. Ces cours contribuent de ce fait à la création de l’Institut National de Veille Sanitaire (INVS).
Passionné de cinéma et de voyage, il tourne plusieurs films sur ses voyages, notamment sur l'Inde, ou sur la campagne de vaccination contre la méningite au Brésil. Il contribue à financer le film de Bertrand Tavernier, L'Horloger de Saint-Paul.
De plus, il crée le « Pentagone », autre de ces rêves, qui a pour but l'acquisition de plusieurs salles de cinéma à Lyon, d'une agence de publicité, d'une agence de voyages, et d'un département d'édition. Mais ce projet s'éteint rapidement, à la suite de la rançon versée pour la libération de son petit-fils.
Finalement, Charles Mérieux était très attaché à sa ville natale, c'est pourquoi, il a toujours été engagé dans les grands projets lyonnais: participation à l’installation du Centre International de Recherche sur le Cancer (CIRC), à la fondation de l’Institut National des Sciences Appliquées (INSA) de Lyon... Ainsi, il rêvait de faire de cette ville une « bio-capitale ».
Au-delà des frontières lyonnaises, Charles Mérieux, était très lié au hameau des Pensières, au bord du lac d’Annecy, où sa femme séjournait lors de ses vacances étant enfant. Il y acheta une propriété et y invita des acteurs mondiaux de santé (chercheurs, cliniciens, vétérinaires, biologistes, industriels…), pour partager les avancées scientifiques et les nouvelles voies de la recherche. En 1967 le lieu devient le Centre de conférences des Pensières. Appartenant désormais à la Fondation Mérieux, le centre compte une vingtaine d’employés qui ont pour mission d’organiser, des conférences, séminaires et formations en santé publique.

### Dynastie
La famille Mérieux est une dynastie d'entrepreneurs français, originaires de Lyon. 
Fondatrice de l’Institut Mérieux, elle est à l'origine de nombreuses entreprises, d’abord dans le domaine des sérums et vaccins humains et vétérinaires de 1897 à 1994 (Institut Français de Fièvre Aphteuse, Pasteur Mérieux sérums et vaccins devenu Sanofi Pasteur, Rhône Mérieux devenu Merial…) puis dans le domaine du diagnostic in vitro,( bioMérieux), de la sécurité alimentaire (avec Silliker et Mérieux NutriSciences) et également de l’Immunothérapie (avec Transgene)  
La famille Mérieux est également à l’origine de la Fondation Christophe et Rodolphe Mérieux (cette fondation créée par Chantal et Alain Mérieux en 2001 sous l’égide de l’Institut de France est aujourd’hui actionnaire de référence de l’Institut Mérieux)  et de la Fondation Mérieux (créée par Charles Mérieux en 1967).